# Bill Thomas
Bill Thomas (ur. 13 października 1921, zm. 30 maja 2000) – amerykański kostiumograf.

## Filmografia
- 1950: Pustynny jastrząb
- 1951: Tomahawk
- 1954: Wspaniała obsesja
- 1956: Nigdy nie mów do widzenia
- 1959: Zwierciadło życia
- 1959: Ukochany niewierny
- 1961: W krainie zabawek
- 1964: Pocałuj mnie, głuptasie
- 1971: Gałki od łóżka i kije od miotły
- 1980: Wzór
- 1983: Miłość na wieki

## Nagrody i nominacje
Został uhonorowany Oscarem i nagrodą Saturna, a także otrzymał dziewięciokrotnie nominację do Oscara.